# Olli Reenpää
Kari Olli Reenpää (till 1935 Renqvist), född 25 mars 1934 i Helsingfors, är en finländsk företagsledare. Han är son till Kari Reenpää och far till Antti Reenpää och Eva Reenpää.
Reenpää blev diplomingenjör 1960 och anställdes vid Förlags AB Otava 1962. Han var verkställande direktör för nämnda företag 1979–2000 samt koncernchef 2000–2010, därefter ordförande i koncernstyrelsen. Han tilldelades bergsråds titel 1996.